# بنوان
بنوان (بالفارسية: بنوان) هي قرية تقع في منطقة رونيز في إيران. يقدر عدد سكانها بـ 1,695 نسمة.